# William George Barker

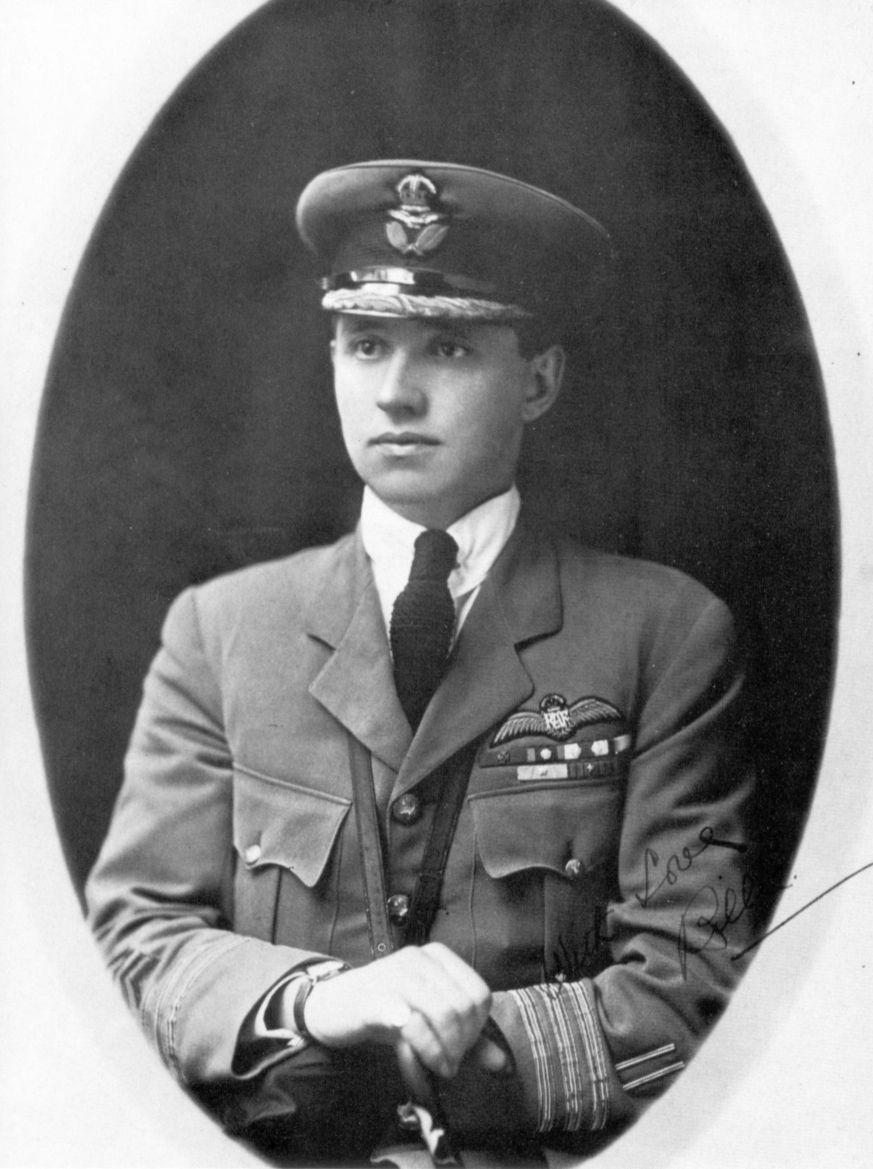
William George Barker (1918/19)

William George Barker VC, DSO & Spange, MC & zwei Spangen (* 3. November 1894 in Dauphin, Provinz Manitoba, Kanada; † 12. März 1930 in Ottawa, Kanada) war kanadischer Jagdflieger im Ersten Weltkrieg.
Auf der Rangliste der erfolgreichsten Jagdflieger aller Nationen im Ersten Weltkrieg nimmt er den zwölften Rang ein. Aufgrund seiner vielzähligen Erfolge im Luftkampf wurden ihm hohe militärische Auszeichnungen verliehen. Er wurde die höchstdekorierte kanadische Militärperson aller Zeiten und nach einigen Quellen auch die höchstdekorierte des Britischen Empire. Am Ende des Krieges trug er höchste militärische Auszeichnungen mehrerer Länder, so das britische Victoria-Kreuz, das französische Croix de guerre sowie zwei italienische Tapferkeitsmedaillen in Silber (Medaglia d’Argento al Valore Militare).

## Leben
Barker wuchs in Manitoba als Sohn einer Farmerfamilie auf. Als junger Mann zeichnete er sich auf der Jagd als exzellenter Schütze aus.

### Erster Fronteinsatz in Frankreich
Bei Ausbruch des Ersten Weltkrieges meldete sich Barker zum Militär und kam am 22. September 1915 als MG-Schütze zum ersten Fronteinsatz in Frankreich. Ab März 1916 wurde er als Beobachter bei Aufklärungsflügen auf der Royal Aircraft Factory B.E.2 eingesetzt, wobei er eines der Maschinengewehre an Bord zu bedienen hatte.
In Juli und August 1916 konnte er mit seiner Bordwaffe eine gegnerische Maschine abschießen. Ebenfalls im August konnte er während der Schlacht an der Somme den Aufmarsch deutscher Truppen so früh melden, dass ein Angriff verhindert wurde. Hierfür wurde ihm sein erstes Military Cross verliehen.
Im Januar 1917 begann Barkers Ausbildung zum Piloten in England. Bereits am 24. Februar 1917 war er zurück an der Front in Frankreich und flog nun selbst eine Royal Aircraft Factory B.E.2 und später eine Royal Aircraft Factory R.E.8 als Aufklärungspilot. Im Juli 1917 wurde Barker für seine Leistungen als Aufklärer mit seinem zweiten Military Cross ausgezeichnet. Im August 1917 verwundet, kehrte er erst am 8. Oktober 1917 an die Front in Frankreich zurück, jetzt als Jagdpilot auf einer Sopwith Camel. Noch im Oktober 1917 erzielte er auf dieser Maschine seine ersten drei Abschüsse deutscher Maschinen der Jagdstaffeln 2 und 18.

### Fronteinsatz in Italien
Im November 1917 wurde die Squadron, in der Barker diente, mit ihren Fluggeräten nach Italien verlegt. Bereits am 29. November 1917 meldete Barker seinen ersten Abschuss einer deutschen Maschine an der italienischen Front. Barker diente in Italien bis September 1918 und erzielte in dieser Zeit 33 Abschüsse feindlicher Flieger und neun feindlicher Fesselballons.
Seinen Angriff am 25. Dezember 1917 auf ein deutsches Flugfeld in Norditalien wurde von Ernest Hemingway in seiner Kurzgeschichte Schnee auf dem Kilimandscharo literarisch verarbeitet.
Als Barker das Kommando über eine Fliegersquadron erhielt, in der der Bristol F.2 Fighter geflogen wurde, weigerte er sich, auf diese Maschine zu wechseln und flog weiter seine Sopwith Camel, Seriennummer B6313. Dieses Flugzeug wurde die erfolgreichste Einzelmaschine der Royal Air Force. Mit ihr wurden von September 1917 bis September 1918 in etwas mehr als 400 Flugstunden 46 gegnerische Maschinen und Fesselballons abgeschossen.
Im Januar 1918 wurde Barker mit dem britischen  Distinguished Service Order ausgezeichnet, im März 1918 erhielt er sein drittes Military Cross. Im Mai 1918 wurde ihm das französische Croix de guerre verliehen, im August 1918 die italienische Tapferkeitsmedaille in Silber und im selben Monat sein zweiter  Distinguished Service Order.

### Zweiter Fronteinsatz in Frankreich

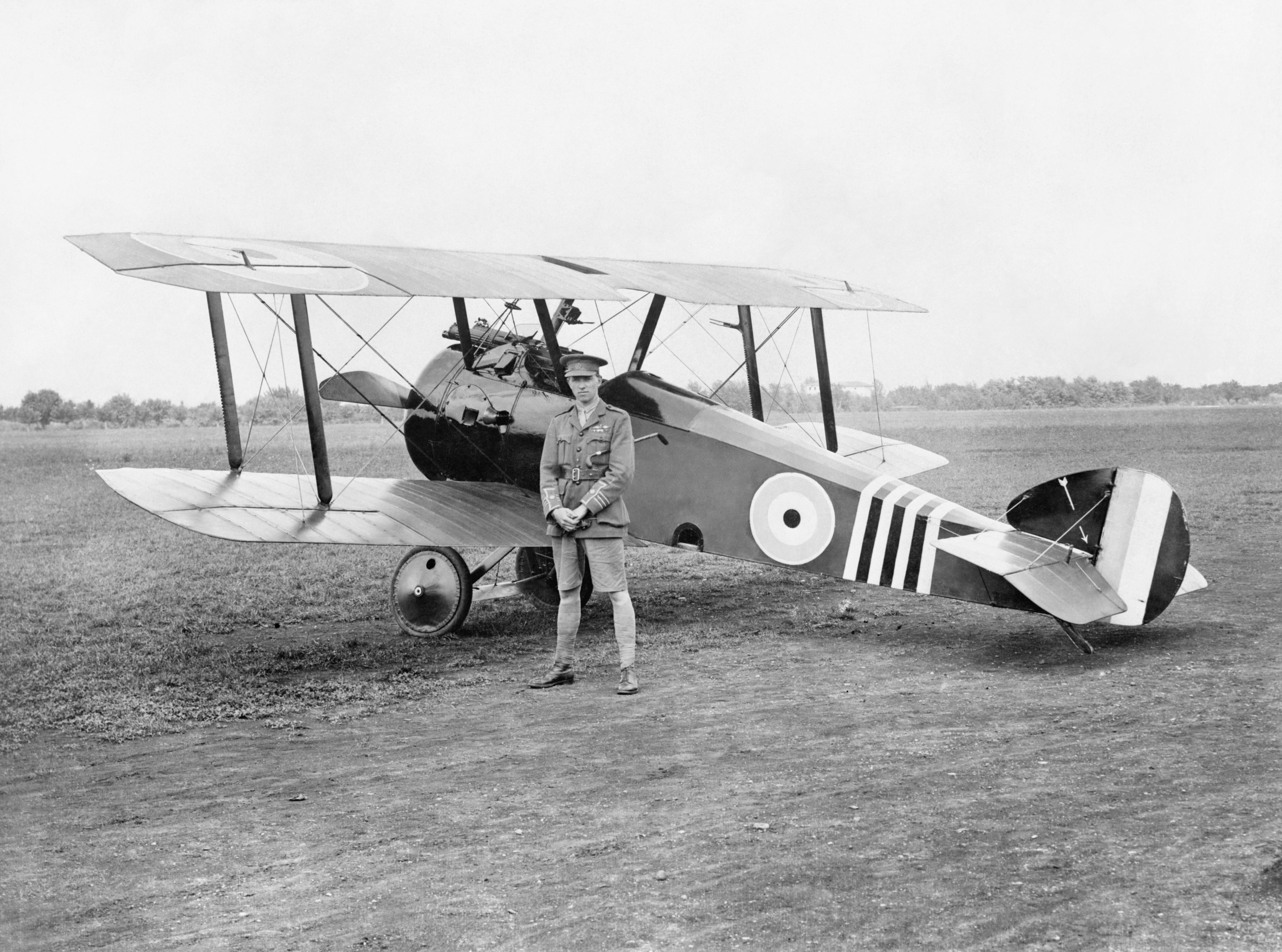
Barker vor einem Einsatz

Im September 1918 wurde Barker nach Großbritannien versetzt, wo er als Fluglehrer arbeiten sollte. Er überredete jedoch seine Vorgesetzten, ihn wenigstens für kurze Zeit wieder nach Frankreich zum Fronteinsatz zu senden. Dort flog er nun eine Sopwith Snipe.
Während eines Einsatzes am 27. Oktober 1918 wurde er von 15 Fokker D.VII der Jagdstaffeln 24 und 44 angegriffen. Zwar gelang ihm nach eigenen Angaben der Abschuss dreier gegnerischer Maschinen, er selbst wurde aber durch mehrere Treffer schwer verwundet. Es gelang ihm, seine Maschine in der Nähe eigener Truppen zu landen, die ihm das Leben retteten. Barker verblieb bis Januar 1919 im Lazarett. Erst im März 1919 war er soweit hergestellt, dass er einer Zeremonie im Buckingham Palace beiwohnen konnte, bei der ihm vom britischen König das Victoria-Kreuz übergeben wurde, welches ihm bereits am 30. November 1918 verliehen wurde.

### Nachkriegszeit
Im Mai 1919 kehrte Barker nach Kanada zurück und versuchte sich für drei Jahre in der Flugzeugindustrie. Ab 1922 flog er im Rang eines Wing commander für die Canadian Air Force, deren Oberbefehlshaber er 1924 für zwei Monate wurde. Ihm wird als Verdienst angerechnet, den Fallschirm bei der Canadian Air Force eingeführt zu haben.
Im August 1926 kehrte er wieder in die Flugzeugindustrie zurück. Barker verunglückte tödlich beim Absturz einer von ihm selbst geflogenen Kreider-Reisner Challenger nahe Ottawa während einer Flugvorführung für die kanadische Luftwaffe. Er war sofort tot, als seine Maschine auf dem zugefrorenen Ottawa River aufschlug.

## Würdigung
Barker galt keineswegs als hervorragender Pilot. Seinen Mangel an fliegerischer Begabung glich er aus durch Aggressivität und brillante Nutzung seiner Bordwaffen, denen er große Aufmerksamkeit schenkte. Insgesamt wurden ihm 50 Abschüsse feindlicher Maschinen oder Ballons zuerkannt.
Am 15. Juni 1998 ehrte die kanadische Regierung, vertreten durch den für das Historic Sites and Monuments Board of Canada zuständigen Minister, Barker und erklärte ihn zu einer „Person von nationaler historischer Bedeutung“.